# Syracuse (provincie)
Syracuse (Italiaans: Siracusa) is een van de negen provincies van de Italiaanse autonome regio Sicilië. Hoofdstad is de stad Syracuse. De officiële afkorting is SR.
Syracuse heeft een oppervlakte van 2108 km² en telt een kleine 400.000 inwoners.
Tot het grondgebied behoort het zuidelijke deel van de Siciliaanse oostkust aan de Ionische Zee, en verder onder andere de Capo delle Correnti (Kaap der Stromen), het zuidelijkste punt van het eiland Sicilië. Toch is Syracuse strikt genomen niet de zuidelijkste provincie van Italië. Nog zuidelijker liggen de tot Agrigento behorende Pelagische eilanden op 100 kilometer van de kust van Tunesië.
Overige plaatsen van belang in de provincie zijn Augusta, Noto, Avola en Lentini.
Syracuse grenst aan de provincies Ragusa en Catania.